# Early Music Consort of London
El Early music consort of London fue un grupo de música antigua fundado en 1967 por el flautista y antiguo miembro de Musica Reservata, David Munrow.
La formación del grupo fue consecuencia del entusiasmo de David Munrow por la música antigua y su pasión por coleccionar flautas de diferentes orígenes. El grupo abarcó un repertorio musical desde la Baja Edad Media a la música barroca, utilizando copias de instrumentos musicales antiguos y diversos instrumentos folclóricos.
La capacidad pedagógica y de comunicación de David Munrow por popularizar la música antigua, convirtió rápidamente al Early Music Consort en un grupo popular en el Reino Unido. También compuso la música de las series de televisión "Henry VIII and his six wives" y "Elisabeth, Queen of England". 
El suicidio de David Munrow puso fin a las actividades del grupo en 1976.

## Discografía
La discografía del Early Music Consort of London puede resultar un tanto compleja, puesto que sus discos se han reeditado varias veces, tanto en vinilo como en CD, y en compañías discográficas diferentes de las que los editaron originalmente. Además las reediciones algunas veces son parciales o están acopladas con otros discos. 
En la siguiente lista, las grabaciones se han ordenado por la fecha de la primera edición, pero se han puesto las reediciones más modernas que se pueden encontrar actualmente en el mercado en CD. En los casos en los que no exista reedición en CD, se informa de la correspondiente edición en vinilo:
- 1969 - Ecco la Primavera. Florentine music of the 14th century. Decca Serenata 436 219-2DM

Una edición más moderna en CD se halla acoplada en un doble CD con música de Musica Reservata:
- Early Music Festival. Decca-London 289 452 967-2 [CDx2]. 

- 1970 - Music of the Royal Courts of Europe 1150-1600. Reeditado en CD como:

- The Pleasures of the Royal Courts. Elektra Nonesuch 9 71326-2. 

- 1970 - Music of the Crusades. Songs of love and war. London Jubilee (Decca Serenata) 430 264.
- 1970 - The Triumphs of Maximilian I. Decca "Serenata" 436 998.
- 1971 - Pleasures of the Court. Festive dance music by Susato and Morley from times of Henry VIII and Elizabeth I.

La edición moderna en CD se llama:
- David Munrow. Two Renaissance Dance Bands. Monteverdi's Contemporaries. Testament SBT 1080. . También incluye varias pistas del disco Monteverdi's Contemporaries, grabado posteriormente.

- 1972 - Henry VIII and His Six Wives. Testament SBT 1250. . Esta edición en CD también incluye algunas piezas adicionales procedentes de los discos Greensleeves to a Ground e Instruments of Middle Ages and Renaissance
- 1972 - Music for Ferdinand and Isabella. EMI (Japan) TOCE-6198.

También se puede encontrar en la siguiente edición:
- Music for Ferdinand and Isabella of Spain. Testament SSBT 1251. . También incluye varias pistas del disco Instruments of Middle Ages and Renaissance, grabado posteriormente.

- 1973 - The Art of Courtly Love. Virgin Veritas Edition 61284 (2 CD).
- 1973 - Praetorius. Dances from Terpsichore. Motets. Virgin Veritas Edition 61289.
- 1973 - Dufay. Se la face ay pale. Virgin Veritas Edition 61283.
- 1974 - Renaissance Suite. Solo editado en vinilo. Angel S 37449.
- 1975 - Purcell. Birthday Odes for Queen Mary. Come Ye Sons of Art. Love's Goddess Sure Come. Virgin Veritas 7243 5 61333-2.
- 1975 - The Art of Netherlands.

- Disco original en LP (3): EMI (His Master's Voice) SLS 5049 

Se han realizado dos ediciones en CD, ninguna de las cuales incluye todas las pistas originales:
- EMI Reflexe 64215 (2 CD). 
- Virgin Records 7243 5 61334 2 6 (2 CD). 

- 1976 - Instruments of Middle Ages and Renaissance. Yamano Music YMCD 1031.32 (2 CD).
- 1976 - Monteverdi's Contemporaries. Virgin Veritas 7243 5 61 288 2 8.
- 1976 - Music of the Gothic Era. DG Archiv "Blue" 471 731 (2 CD).
- 1976 - Greensleeves to a Ground.

- Disco original en LP: EMI CSD 3781 
- No existe una grabación completa del disco en CD, pero algunas pistas se incluyen como bonus-track en el CD citado más arriba Henry VIII and His Six Wives

Otros discos en los que colaboran con otros grupos e intérpretes, bandas sonoras, videos, etc:
- 1968 - Music by David Cain. BBC records ZBBC 1925 (5 CD). .
- 1969 - Anthems in Eden. Shirley Collins, Dolly Collins y The early Music Consort of London. David Munrow (dir.). BGO Records BGOCD 442.
- 1973 - Zardoz. Film de John Boorman con música de David Munrow. 20th Century Fox "Home Entertainment" CAT. #20013105 (DVD). .
- 1973 - French Songs. The King's Singers y The Early Music Consort of London. Moss Music Group CMG 1104. .
- 1974 - The Art of the Recorder. The David Munrow Recorder Consort y The Early Music Consort of London. Testament SBT2 1368 (2 CD). . También incluye varias pistas del disco Instruments of Middle Ages and Renaissance.
- 1975 - Morales. Magnificat. Motets. Pro Cantione Antiqua e instrumentistas de Early Music Consort of London. Bruno Turner (dir.).

Disponible en CD en el disco No 7 de la caja de 7 CD: 
- The flowering of Renaissance choral music. Archiv 445 667-2. 

- 1975 - Love, lust piety and politics. Music of the English court from King Henry V to VIII. Pro Cantione Antiqua y The Early Music Consort of London.

Disponible en CD acoplado en el disco doble: 
- Adieu Madame. Music at the English Court (ca. 1415-1530). Deutsche Harmonia Mundi GD 77 178. 

- 1975 - Monteverdi. Vespro della Beata Virgine. Choir of King's College y The Early Music Consort of London. Philip Ledger (dir). EMI forte 7243 5 68631 2 5. (2 CD). . Esta edición viene acoplada en un doble CD con otras grabaciones del Cambridge King's College Choir y el Bach Choir.
- 1976 - Early Musical Instruments. Conjunto de 6 vídeos presentados por David Munrow. Granada Television International - Film for the Humanities FFH 921-926 (6 VHS VIDEO).